# 정지 궤도

지구 정지 궤도

정지궤도(靜止軌道, 영어: geostationary orbit, geosynchronous equatorial orbit, GEO)는 위도 0°인 적도 36000 km 상공의 원형 궤도이다.
이것은 지구 동기 궤도(GSO, GeoSynchronous Orbit)의 특별한 경우이다. 통신, 방송 위성을 포함한 인공위성 운용시 가장 큰 이점이 있는 궤도이다. GEO는 항상 위도가 0°이다.
통신을 위한 정지위성의 아이디어는 1928년 Herman Potočnik에 의해 처음으로 출판되었다.
1945년에 SF 작가인 아서 C. 클라크는 정지 궤도가 통신위성의 궤도로 유용하다는 논문을 발표하였고 이때 이 궤도가 대중에게 널리 알려지게 되었다. 이런 이유로, 정지 궤도는 클라크 궤도로 부르기도 한다.
비슷한 이유로, 클라크 벨트가 있는데, 이는 정지 위성 궤도와 가까운, 행성의 적도 상공의, 대략 해수면으로부터 35,786 km 상공의 우주 공간을 말한다.
정지 궤도 위성은 지상에서 발사 후 1시간 정도 후에 근지점 1,352 km, 원지점 35,786 km의 타원궤도인 정지 천이 궤도(GTO: Geosynchronous Transfer Orbit)에 들어가고, 천이궤도의 원지점에서 원지점 모터를 작동, 원형궤도에 진입하게 된다. 이후 원하는 경도상으로 이동하며 이 궤도를 준정지궤도인 표류궤도(drift orbit)라고 한다. Satellite Keeping Window 라 불리는 75*75*35 km의 영역내에서 운용되다가 서비스종료시점이 다가오면 경사 궤도로 변경운용되기도 한다. 종료 약 6주전에는 향후 발사체들과의 충돌가능성을 배제하기 위해 150 km 상위궤도로 천이시켜 폐기한다.
3개의 정지 궤도 위성으로 대부분의 지구표면을 커버할 수 있으나 기하학적으로 위도 81도이상의 극지역에서는 위성이 수평선 아래로 사라져 서비스 이용이 불가능하다.

## 같이 보기
- 지구 저궤도 (LEO, Low Earth orbit)
- 지구 중궤도 (MEO, Medium Earth orbit)
- 지구 고궤도 (HEO, High Earth orbit)
- ICO (Intermediate circular orbit)
- 정지 천이 궤도 (GTO, Geo stationary transfer orbit)
- 표류 궤도 (Drift orbit)
- 지구 동기 궤도 (GSO, Geo synchronous orbit)
- 태양동기궤도 (SSO, Sun synchronous orbit)
- 경사 궤도 (Inclined orbit)
- 몰니야 궤도 (Molniya orbit)
- 툰드라 궤도 (Tundra orbit)
- Graveyard orbit
- 정지 위성